# Dulcedo polita
Dulcedo polita är en fjärilsart som beskrevs av William Chapman Hewitson 1869. Dulcedo polita ingår i släktet Dulcedo och familjen praktfjärilar. Inga underarter finns listade i Catalogue of Life.

## Bildgalleri

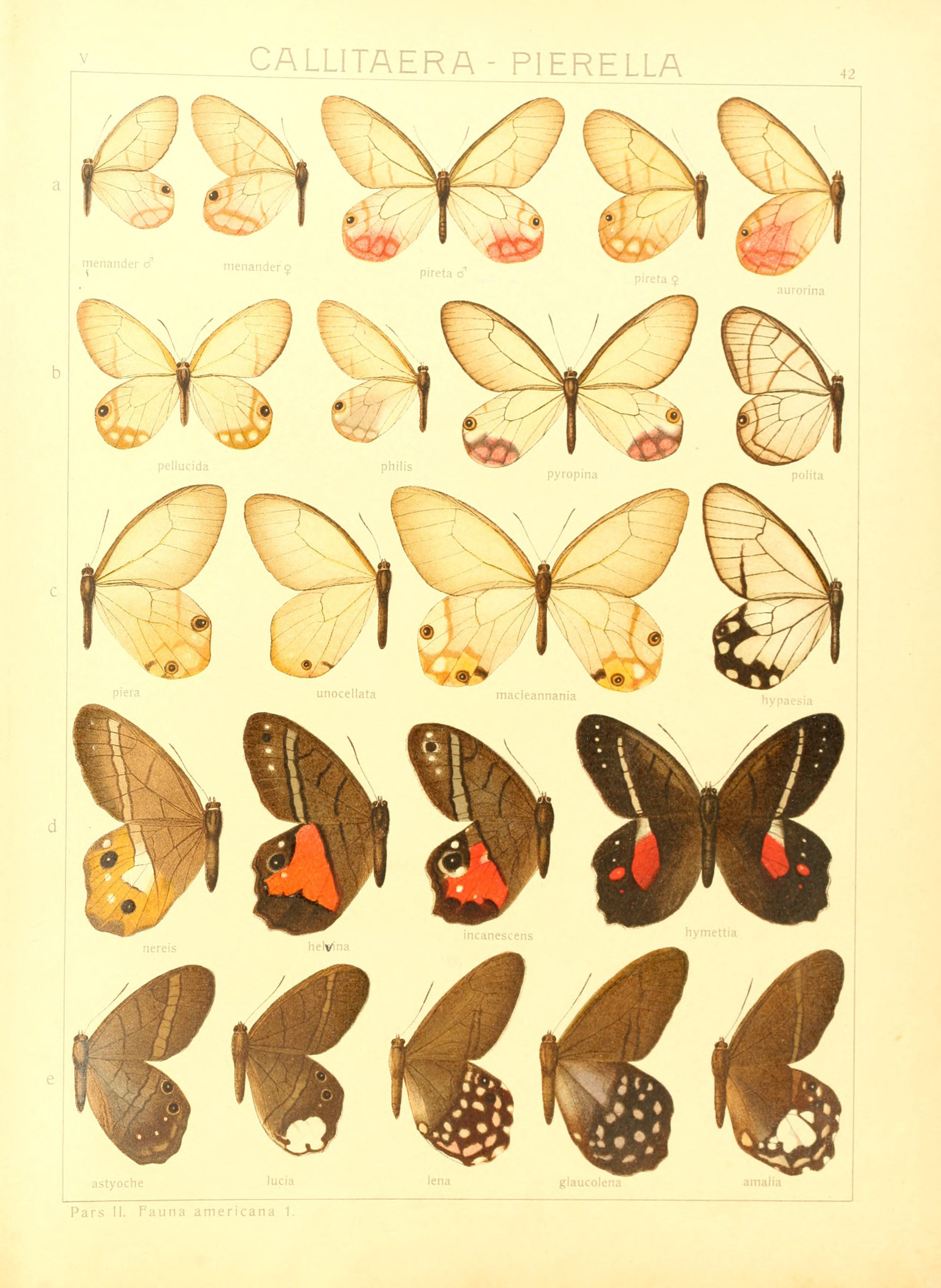